# Beachport
Beachport är en ort i Australien. Den ligger i kommunen Wattle Range och delstaten South Australia, omkring 310 kilometer sydost om delstatshuvudstaden Adelaide.
Trakten är glest befolkad. 
Genomsnittlig årsnederbörd är 870 millimeter. Den regnigaste månaden är juli, med i genomsnitt 146 mm nederbörd, och den torraste är februari, med 14 mm nederbörd.